# Замок Визентау
Замок Визентау (нем. Schloss Wiesenthau) — расположен на северо-востоке одноименной коммуны у подножия Эренбурга (Верхняя Франкония). Ренессансный комплекс с четырьмя угловыми башнями середины XVI века.

## Исторический обзор
Место впервые упоминается в 1062 году в связи с королевским двором в Форхгайме. Правители Визентау известны с 1128 года как министериалы Бамберга. Сведения о замке появляются лишь в 1379 году.
Сначала замок принадлежал семье Визентау. Однако из-за финансовых трудностей 29 июня 1379 года владельцы сдали в аренду часть замка князю-епископу Бамберга. В 1383 году Визентау был продан. В 1460 году потомки первых владельцев смогли его вернуть. Однако в 1630-1650 и 1767 годах семья Визентау снова оказалась на грани банкротства и едва не потеряла замок.
В ходе гуситских войн в 1430 году замок сильно пострадал. Дальнейшее разрушение здания претерпели в 1525 году во время Крестьянской войны.
В 1566 году Визентау был коренным образом перестроен.
В 1805 году Визентау перешел к Виттельсбахам.
В настоящее время на территории замка находится гостиница и ресторан.